# Modelo Mundell-Fleming
O modelo Mundell-Fleming ou modelo IS-LM-BP, desenvolvido por Robert Mundell e pelo falecido Marcus Fleming, é uma extensão do modelo IS/LM aplicado a uma economia aberta com governo, por meio da introdução da curva BP (Balança de Pagamentos). O modelo trata da relação de curto prazo entre a taxa de câmbio real e e o produto Y da economia.
Foi desenvolvido nos anos subsequentes à década de 40, principalmente por James Meade e a Jacques J. Polak. Este modelo tem sido utilizado para argumentar que a macroeconomia não pode, simultaneamente, manter a taxa de câmbio fixa, livre fluxo de portfólios com o estrangeiro e política monetária ativa - conclusão: países que fazem uso de câmbio fixo não podem acionar a conta de crédito interno como forma de validar as operações de mercado aberto e disso os argentinos se aperceberam em 2001, quando o Banco Central não pode salvar o sistema financeiro do país por conta da âncora cambial. Só depois que o regime de câmbio fixo foi abandonado é que o sistema financeiro do país pode ser assistido pelo emprestador de última instância. 
Este princípio é frequentemente chamado de trilema de Mundell-Fleming, ou ainda a "Tríade Impossível"; já comprovado por inúmeros estudos acadêmicos. 
O Brasil, por exemplo, para fazer uso do sistema de metas de inflação deverá, obrigatoriamente, manter o câmbio flutuando (livre). De fato, o Sistema de Metas passou a ser utilizado depois de 1999, quando a âncora cambial foi abandonada.

## Hipóteses
O modelo trabalha com três equações:
- Curva IS: Y= C + I + G + NX
- Curva LM: (M/P)= L(i,Y)
- Curva BP: BP=NX(e,Y,Yf)+ Kf(r-rf-z), onde

Sob condições coeteris paribus, considerar-se-á que as exportações líquidas NX(e,Y,Yf) respondem inversamente ao crescimento da renda agregada da economia doméstica Y e respondem diretamente ao o crescimento da taxa de câmbio e (supondo válida a Condição Marshall-Lerner) e/ou de Yf (o Efeito-Repercussão). No longo prazo, independentemente do regime cambial adotado, deve ser verdade que
{\displaystyle NX(e,Y,Yf)=Kf(r-rf-z)\,},
onde Kf representa o fluxo de capitais financeiros diretos ou indiretos, r - rf representa o diferencial de juros internos e externos e z a expectativa de depreciação cambial. O equilíbrio ocorrerá quando NX()= Kf() (não havendo acumulação de reservas internacionais). Quando isso ocorrer a taxa de juros doméstica será igual à taxa de juros externa mais a expectativa de movimento aleatório da taxa de câmbio (que, de fato, é aleatório, por ser imprevisível). A média da aleatoriedade nunca será igual a zero, apesar do modelo encampá-la como hipótese (tratar-se-á de uma simplificação como forma de torná-lo didático). Por isso mesmo, a paridade dos juros no mundo real sempre será descoberta, mesmo quando o sistema financeiro doméstico é muito integrado com o internacional. Esse fato, inclusive, transmite-se para a curva IS e, consequentemente, para o volume de emprego. É por isso que as pequenas economias abertas não são muito adeptas a uma política de câmbio flutuante. Observe que elas vivem num dilema, daí toda problemática.
Note que r-rf-z = 0 implica r = rf + z, validado as alegações do parágrafo anterior. Se z = 0 por hipótese, a paridade será dita coberta, hipótese essa utilizada pelo manual mas não encampada pela economia real.

## Mobilidade de capitais

### Mobilidade perfeita de capitais: curva BP horizontal
Taxa de juros doméstica é idêntica à taxa de juros do resto do mundo supondo z = 0.

### Mobilidade imperfeita de capitais
Taxa de juros doméstica pode ser diferente da taxa de juros do resto do mundo, mesmo quando z é diferente de zero. Esse foi o caso tratado por Polak e Meade. as taxas de câmbio oficiais  são determinadas pelas autoridades monetárias não resultando assim de livre entrechoque das condições de oferta e demanda 

#### Expansão monetária só é eficaz no curto prazo para regimes com taxas de câmbio flutuantes
Uma expansão monetária causa uma alta no produto e uma queda da taxa de juros no curto prazo, movimentos que causam um aumento do déficit no balanço de pagamentos. Sob taxas de juros flutuantes, a expansão monetária se reduz e os efeitos iniciais sobre o produto desaparecem.

#### Expansão fiscal só é eficaz no curto prazo para regimes com taxas de câmbio fixas
Uma expansão fiscal causa uma alta no produto e uma alta na taxa de juros no curto prazo. Estes dois movimentos causam resultados opostos no balanço de pagamentos, ou um déficit ou um superávit, respectivamente, dependendo do grau de mobilidade do capital e da propensão marginal a importar. No longo prazo, ajustes monetários tendem a mover a economia em direção a um saldo equilibrado no balanço de pagamentos.